# Arici Pogonici
Arici Pogonici a fost o revistă periodică pentru copii preșcolari și de curs primar, cu caracter de album ilustrat, cu benzi desenate în culori, format A5 pe orizontală, editată de revista „Luminița” în România comunistă. A apărut pentru prima dată în 1957 (de facto, la sfârșitul anului 1956) și și-a încetat apariția în 1980.
Revista era mai puțin violent ideologizată și politizată decât alte reviste pentru copii din epocă. Predominau subiectele ludice sau poveștile "de aventuri" destinate copiilor mici (având drept personaje animale antropomorfizate etc.). Benzile desenate propriu-zise ocupau doar o parte din paginile revistei, erau publicate și texte tipărite, eventual cu o ilustrație în afara textului: mici povestiri, glume, snoave, texte în versuri, ghicitori, desene independente (așa-zise "caricaturi" cu legendă explicativă, ludică sau burlescă, de regulă). 

## Colaborări marcante
Desenele apărute în revistă erau semnate între alții de Puiu Manu (O întâmplare cu o minge, 1958), Radu Duldurescu (seria BD "Cuțu și Miau", cu aspect foarte "occidental", "disneyan", lucru mai rar, în epocă, în România), Nell Cobar (cu seria de benzi desenate despre Aventurile elefantului Trompișor), N. Nobilescu, Arno, Burschi, Dem ș. a. Un serial memorabil a fost cel care relata aventurile lui "Nucăpanăghindăfrunză", personaj fantastic al cărui nume indica elementele componente. Ocazional, revista publica și texte sau desene "preluate" din alte reviste pentru copii (din "țările socialiste", dar nu exclusiv). 
În revista Arici Pogonici, Puiu Manu a publicat câteva BD desenate într-un stil comic: în 1961- Nic și Pic la săniuș; Spitalul păpușilor; La noi în colectivă, iar în 1962, artistul explică în benzi desenate De ce plouă?, De ce tună? De ce fulgeră?, Apa, Puterea apei, etc. 

## Personaje și povești
Serios îmbunătățită la sfârșitul anilor '60 și începutul anilor ’70, punctul mondial de apogeu al presei ilustrate pentru copii, inspirată de publicațiile comuniste franceze, singurele producții de gen occidentale aflate la acea vreme pe piața românească, revista Arici pogonici a găzduit câteva capodopere ale benzii desenate autohtone.

### „Aventurile lui Mac”
„Aventurile lui Mac”, personaj creat de Lucia Olteanu, desene de Livia Rusz, au apărut în serii în revista „Arici pogonici” între anii 1966-1976. Succesul deosebit a determinat autoarele să publice două cărți cu episoade complete, în 1970 și 1973. Cărțile au fost reeditate recent, dimpreuna cu volumul „Integrala din Arici pogonici” prin eforturile Muzeului Benzii Desenate și Librăriei Engleze Anthony Frost.

Albumele „Aventurile lui Mac” pot fi vizionate în format electronic.

### „Jupân Rănică Vulpoiul”
O altă remarcabilă prezență în paginile revistei a fost serialul „Jupân Rănică Vulpoiul” după Alexandru Odobescu cu ilustrații de Al. Alexe, o saga-fabulă plină de pilde, utilă și pentru faptul că îmbogățea cunoștințele copilului și îl familiariza cu limbajul arhaic, cutumele și titlurile curților domnești.

Și această poveste, în varianta ilustrată din 1964, a fost publicata în volum, în anul 2012, de către Editura Mondoro.

## Sfârșitul revistei
În ședința Secretariatului CC al PCR din ziua de 18 octombrie 1977, Nicolae Ceaușescu spunea: Și revista "Arici Pogonici", care este o revistă foarte ușoară, necesită măsuri serioase de îmbunătățire, mai ales că am stabilit s-o transformăm în "Șoimii patriei". ... Am stabilit ca să păstrăm revista "Luminița", cu caracter general, și în loc de revista "Arici Pogonici" să facem o revistă cu un conținut nou. 
În anul 1980, revista "Șoimii Patriei" înlocuiește Arici Pogonici.